# Catalaanse herder
De Catalaanse herder is een herdershond uit Catalonië, een van de autonome regio's van Spanje.

## Geschiedenis
De herkomst van de gos d'atura català, oftewel de Catalaanse herder in het Nederlands, ligt in de Catalaanse Pyreneeën. Zijn voorouders waren waarschijnlijk Portugese herders en een langharige herder afkomstig uit de Pyreneeën.

## Uiterlijk
De Catalaanse herder is een middelgrote hond. De oren zijn hoog ingeplant, driehoekig en liggen plat op het hoofd. De staart is laag ingeplant en krult niet over de rug. Daarnaast bestaat er een variant met een aangeboren korte staart. De vacht is ofwel lang en glad of licht gekruld ofwel ruw. Deze vacht bestaat uit een wollig onderdek en lange stugge(re) dekharen. De vacht beschermt de hond tegen allerlei weersinvloeden. Verharing geschiedt tweemaal in het jaar. De grondkleuren van de vacht zijn geel, grijs, tan, fauve. Kenmerkend voor dit ras is de dubbele hubertusklauw. De schouderhoogte varieert tussen de 45 tot 55 centimeter en het gewicht ligt tussen de 15 en 25 kilogram.

## Karakter
Dit ras is geschikt als gezinshond door zijn sociale karakter. De hond wil graag worden beziggehouden, want hij is een typische werkhond. Hij is trouw maar soms wat gereserveerd naar vreemden. Hij heeft een opgewekt karakter, is uiterst leergierig en is een alerte, moedige waker.

## Gebruik
Oorspronkelijk werd het ras gebruikt voor het hoeden en bewaken van kudden. Samen met de herder, maar ook zelfstandig. In Catalonië, het gebied waar deze hond zijn oorsprong vindt, wordt hij nog steeds voor dit doel gebruikt. Vanwege zijn intelligentie en de lenige en gespierde bouw is deze hond ook geschikt voor allerlei hondensporten, zoals DoggyDance, Breitenport en agility. De hond wordt ook ingezet als waak-, zorg- en assistentiehond.

## Verwantschap
De Catalaanse herder behoort tot rasgroep 1: de herdershonden. Hij toont qua uiterlijk de meeste verwantschap met zijn grote Franse broer de briard. Hoewel (voor leken) het uiterlijk gelijkenis vertoont met de Nederlandse schapendoes, is hij hier niet mee verwant. Ook de Pyrenese herder vertoont gelijkenissen.